# Veranito de San Juan
El Veranito o Veranillo de San Juan es un fenómeno meteorológico que se produce en América del Sur y en América Central, por el cual durante algunos días se registran condiciones atípicas para un mes invernal. En el caso de Sudamérica, los frentes fríos subantárticos no logran subir hacia el norte, por lo que las temperaturas suelen alcanzar valores altos para la época del año, en especial en la parte que está en el hemisferio sur; en el caso de América Central, hay una interrupción de la estación de las lluvias.
Se le llama de San Juan ya que suele producirse alrededor del 24 de junio, que es la fecha hacia la que se produce el solsticio de invierno en el hemisferio sur.

## Ejemplos geográficos
Al sur del trópico de Capricornio, en Argentina, Paraguay, Chile y Uruguay así como en las zonas de clima templado a baja altitud de Bolivia y en la ciudad de Santa Cruz de la Sierra y el sur de Brasil, el veranito de San Juan ocurre al comienzo del invierno, cuando las temperaturas están bajas. Durante este fenómeno irrumpe abruptamente un frente de aire cálido desde el norte que eleva durante aproximadamente una semana las temperaturas hasta rondar incluso los 30 °C en algunas zonas[cita requerida]. Tras esa semana de "veranito" invernal las temperaturas vuelven a caer bruscamente y el invierno continúa.
En Barranquilla, Colombia, durante los meses de diciembre y junio soplan los vientos alisios del noreste y del sureste, respectivamente (que son secantes), produciendo el Veranillo de San Juan. Es por esto que en esa época en la ciudad sudamericana se vive un ambiente parecido a los días alrededor del 22 de diciembre (fecha del solsticio de verano en el hemisferio sur) y los días alrededor del 24 de junio (fecha del solsticio de verano en el hemisferio norte), con días soleados, ventosos y con cielo despejado.